# 萨瓦电台
萨瓦电台（阿拉伯语：‎）是美国的一家电台，隶属于美国广播理事会下属机构中东广播网，由美国国会全额拨款，使用阿拉伯语面向阿拉伯世界全天24小时播出节目。

## 简介
“9·11”事件后，美国政府将国际广播视为公共外交的优先战略，面向阿拉伯国家广播成为这一优先战略的重点。在这一背景下，萨瓦电台于2002年3月23日开播。“萨瓦”（Sawa）一词在阿拉伯语里有“在一起”的意思。电台总部位于美国华盛顿，开播后取代了之前的美国之音阿拉伯语广播。
萨瓦电台以“向阿拉伯世界受众传播美国价值观，改善美国在中东地区的形象，赢得阿拉伯国家民心”为宗旨，以“最美的旋律，最快的新闻”作为宣传口号，使用阿拉伯语面向阿拉伯世界全天24小时播出节目。该电台采取交替直播的方式进行播出，在美国华盛顿的演播室和在阿联酋迪拜等地设有多个演播室。除在美国总部制作节目外，萨瓦电台还在其主要对象地区开设分台，包括萨瓦埃及电台、萨瓦海湾电台、萨瓦伊拉克电台、萨瓦约旦电台、萨瓦黎巴嫩电台、萨瓦利比亚电台、萨瓦摩洛哥电台和萨瓦苏丹电台。这些分台承担着萨瓦电台的驻外报道和本土化节目制作工作。
萨瓦电台的节目以新闻和音乐为主，主要报道阿拉伯和世界其他地区重要新闻，宣传美国价值观，并大量播出阿拉伯和欧美流行音乐（音乐节目所占比例高达80%），内容灵活多样，致力于贴近阿拉伯年轻人的偏好和诉求。电台最主要的新闻来源是世界各大通讯社的稿件。除新闻报道外，萨瓦电台还推出了众多听众可参与互动的时事节目。电台开播后，收听率节节攀升，在埃及、约旦、卡塔尔、科威特和阿联酋等国尤其受欢迎。AC尼尔森在2003年进行的一项调查显示，萨瓦电台在上述五国的平均收听率高达31.6％；而2002年5月之前，50个阿拉伯人中只有1人收听美国之音的节目。
萨瓦电台与美国对阿拉伯国家广播的卫星电视台“自由电视台”（Alhurra）同属于“中东广播网”，两台的驻外记者、编辑和播音人员等资源也有共享。截至2014年底，萨瓦电台在阿拉伯世界拥有38家调频分台和4家中波分台，听众也可通过卫星和网络收听萨瓦电台的节目。美国国会一直对萨瓦电台给予充足财政支持。据不完全统计，萨瓦电台2002财年预算达3500万美元，2007财年预算高达5600万美元。